# Llista de comes de Catalunya

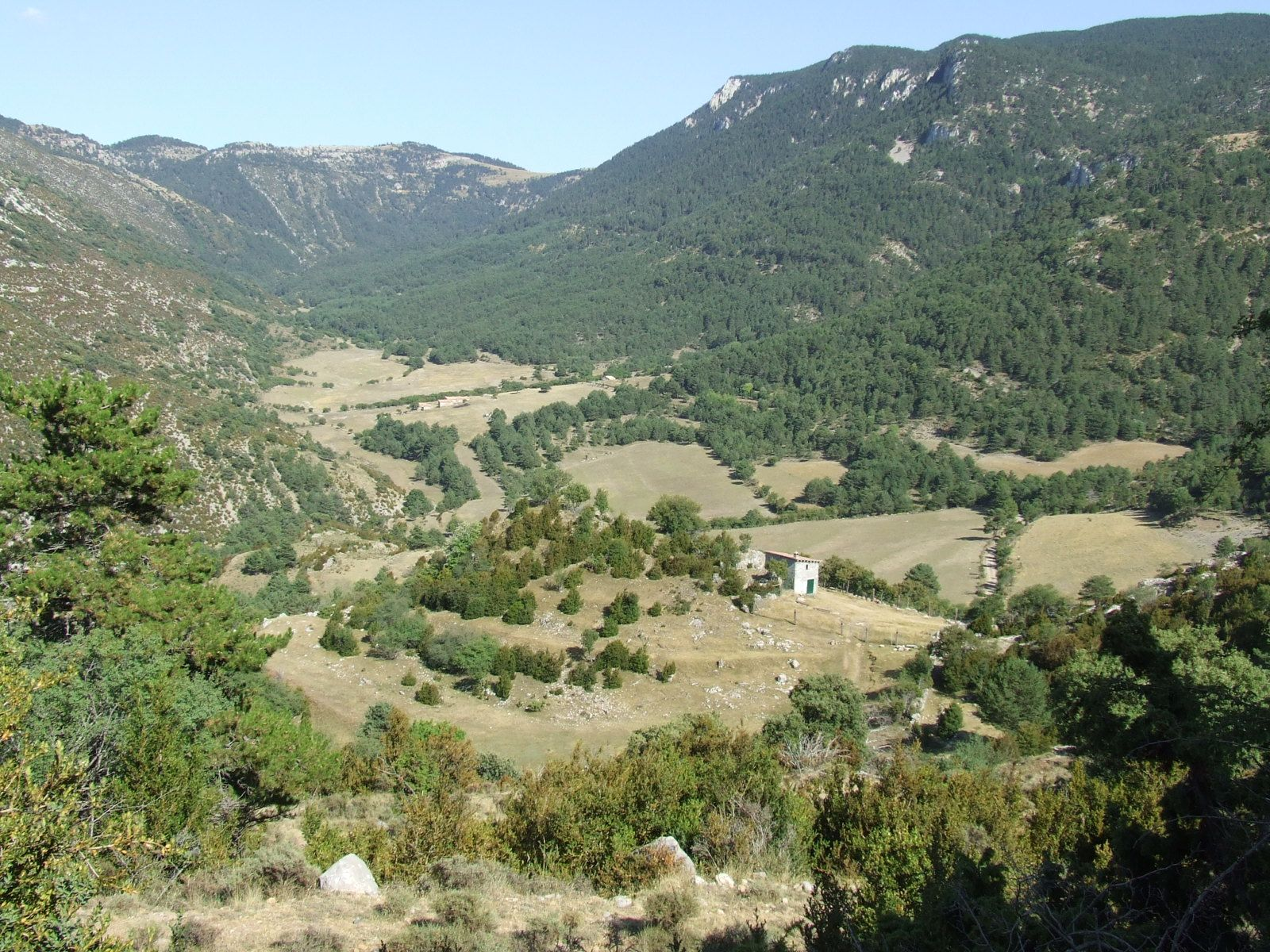
Coma d'Orient

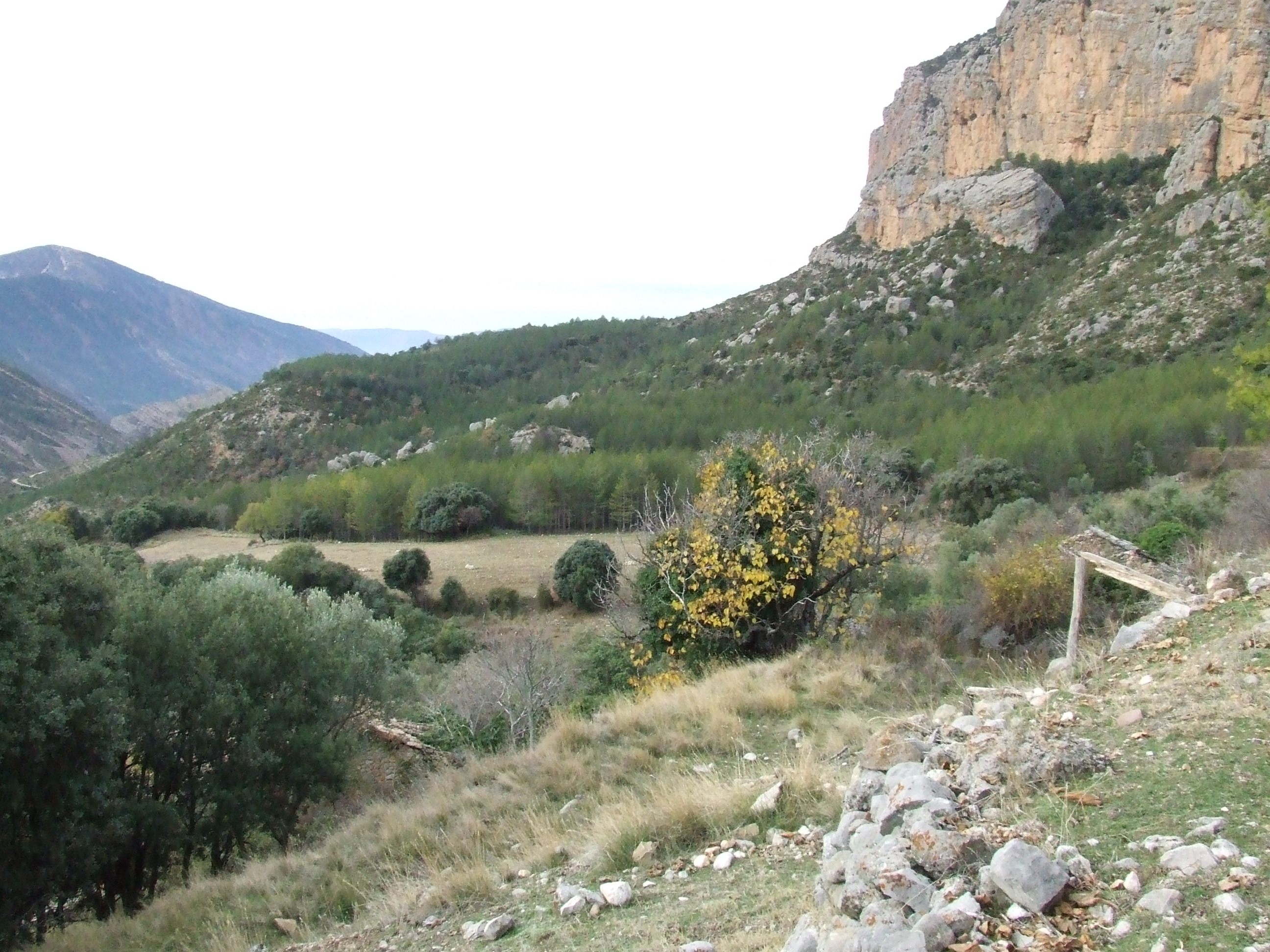
Coma de Planers

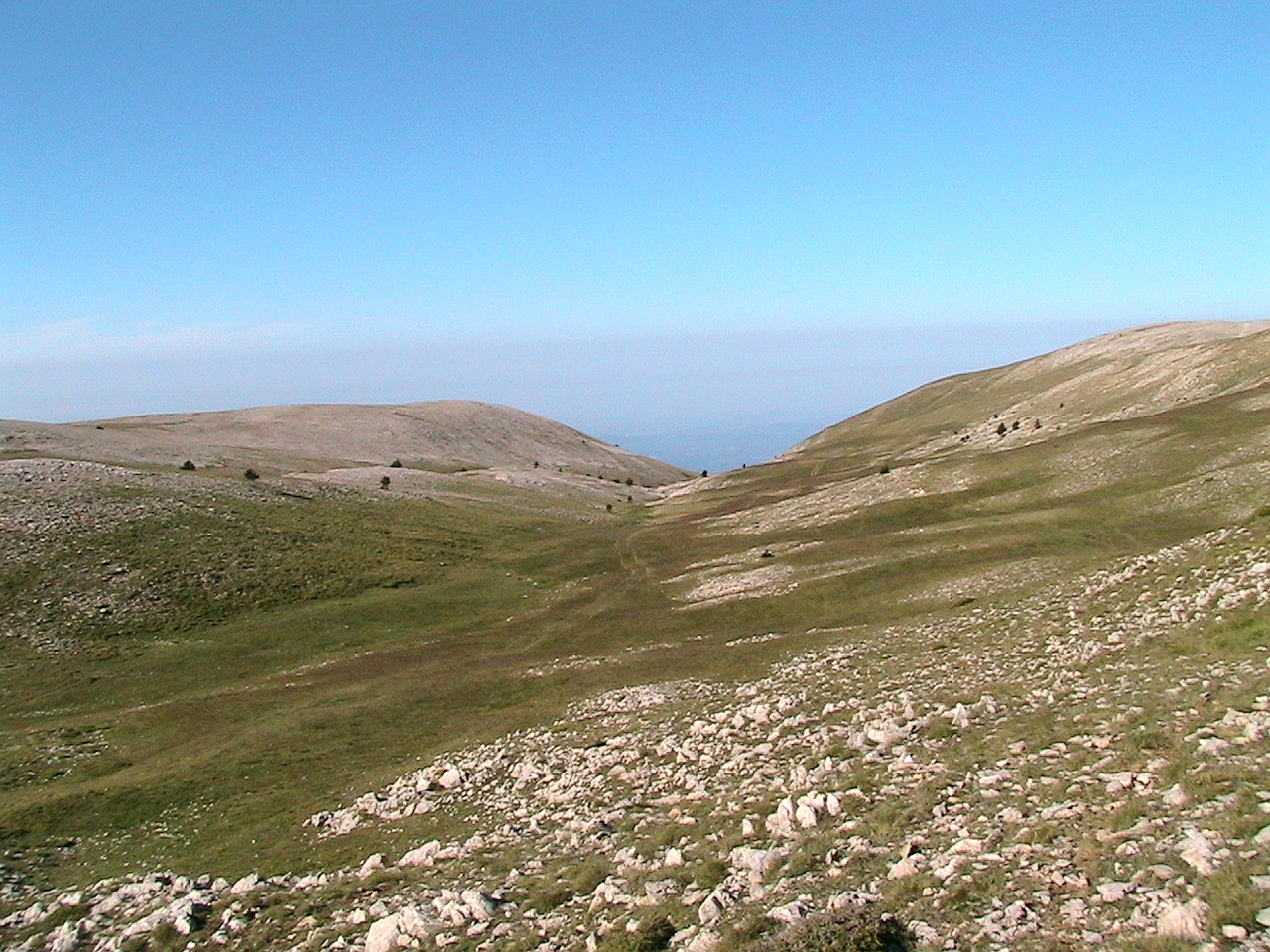
Coma de la Comtessa

Una coma és una depressió més o menys pregona i planera en terreny de muntanya. Una comella és una coma petita, així com comellar.

## Comes més importants de Catalunya
| - Aigüissi - Cogomella (Pallars Jussà). - Coma Beredera - Coma Bona (Berguedà). - Coma Cercua - Coma d'Amitges (Espot) - Coma d'Amitges (la Vall de Boí) - Coma de Broate (Pallars Sobirà). - Coma de Cabanes - Coma de Cadí - Coma de Colieto (Alta Ribagorça). - Coma de Crabes (Pallars Sobirà). - Coma de Fenarroi (Alta Ribagorça). - Coma de Fontalba (Ripollès). - Coma de l'Abeller (Pallars Sobirà). - Coma de la Comtessa - Coma de l'Embut - Coma de l'Orella - Coma de l'Orri - Coma del Pessó - Coma d'Estany - Coma de n'Alda - Coma de l'Estapiella - Coma d'Escavat - Coma de les Ordigues - Coma de Perauba - Coma de Planers - Coma de Sant Vicenç - Coma del Racó - Coma dels Marrans - Coma dels Pescadors - Coma dels Porcs | - Coma de Sant Pere - Coma de Vallcivera, situada a la Baixa Cerdanya. - Coma d'Orient - Coma Gireta - Coma les Bienes (vall de Boí). - Comalestorres - Coma Llobera (Llastarri) - Coma Loforno - Coma Mitjana - Coma Pregona (la Coma i la Pedra) - Coma Roia (la Vall de Boí) - Comes de Llossau - Comes de Vallbona - Comellar Gran (Abella de la Conca) - El Comellaret - Cometa de les Mussoles - Cometa de la Qüestió - Cometa dels Erculls massís de Vaqueira. - Cometes de Casesnoves - Els Engorgs, a la Baixa Cerdanya. - La Coma (Galliner) - La Coma (Sapeira) - La Comella (el Castellet) - La Cometa (Sant Esteve de la Sarga) - Laujó - Les Comes (Esplugafreda) - Les Comes (Figuerola d'Orcau) - Les Comes (Talarn) - Les Escomelles (Hortoneda) - Los Comellassos - Morenç - Racó de Contraix - Vall d'Areste (coma de la vall Farrera). - Vall de Vaticielles |